# Christina van Gogh
Maria Christina van Gogh (Den Haag, 1 maart 1824 – Scheveningen, 23 januari 1903) was een Nederlandse onderwijzeres en schrijfster die jarenlang in Suriname verbleef.

## Biografie
Van Gogh werd geboren in Den Haag als dochter van Willem Johannes Jellico van Gogh en Eva Albertijna Post. Ze was een jongere zus van Evert Albertus van Gogh (1820-1882). Haar broer kreeg in december 1853 toestemming voor het openen van een school in Suriname. Zij is hem achterna gereisd om daar als onderwijzeres te gaan werken. Van Gogh kwam vermoedelijk in 1854 in Suriname aan. In het jaarboekje van 1856 staat ze als onderwijzeres vermeld met de naam M.C. Jellico van Gogh. In 1856 had de school van haar broer, opgeteld met de leerlingen van haar school voor meisjes, 81 leerlingen. Haar school was gevestigd in de Watermolenstraat.
In 1858 kwam ook haar jongere zus Bastiana Elizabeth van Gogh naar Suriname. Zij trouwde in 1860 met Matthias Willem van Brugh Duijkinck. Hij werd ziek en overleed twee maanden na de huwelijkssluiting. Bastiana Elizabeth erfde van hem plantage De Eendragt aan de Saramaccarivier.
Volgens J.H. Sikemeier verbleef Christina van Gogh 14 jaar in Suriname.

### Publicaties
Van Gogh publiceerde in 1856 een sprookjesachtige vertelling, "De grijze toovenaar", in het Jaarboekje van het Surinaams letterlievend genootschap Oefening kweekt kennis, dat mede door haar broer was opgericht.
In 1864 verschenen in Amsterdam Van Goghs Vertellingen van een Surinaamschen vogel. De schrijfster had zich eerder met het genre beziggehouden in de Vertellingen van eene Vlieg aan de jeugd (1853), toen zij nog "op den vaderlandschen bodem ademde", schrijft ze in het voorwoord. In datzelfde jaar verscheen ook haar historisch verhaal Graaf Willibald. Voor haar Vertellingen van eene Vlieg, dat werd opgedragen aan Prinses Marie der Nederlanden, had zij van Louise van Pruisen een horloge cadeau gekregen.
In haar Vertellingen van een Surinaamschen vogel richt zij zich vanuit Suriname tot de "jeugdige landgenooten" in Nederland. Zij beschrijft de vogels van het land, de rivieren, het klimaat, aleer een sprekende papegaai voor twaalf avonden lang de verteller wordt. Hij passeert een hele reeks lieden die allen worden afgemeten op de schaal van deugd en ondeugd, slechte maar toch vooral ook goede meesters. In haar zoetgevooisde, vergoelijkende oordeel over de slavenmaatschappij passeerde de schrijfster haar collega P.J. Andriessen met gemak, aldus Michiel van Kempen in zijn proefschrift uit 2002.

### Terug in Nederland
In 1868 vertrok Van Gogh naar Nederland. Na terugkomst uit Suriname ging Van Gogh in Wassenaar wonen, waar ze als huishoudster werkte bij het Opvoedingshuis van Elise van Calcar. Van Gogh behandelde Van Calcar tevens als medium voor haar gezondheidskwalen. In 1870 publiceerde Van Gogh een artikel over het Opvoedingshuis in het tijdschrift Onze Roeping.
Toen het Opvoedingshuis werd opgeheven verhuisde Van Gogh naar 's-Hertogenbosch, waar ze directrice van het werkhuis voor vrouwelijke gevangenen werd. In 1882 werd ze benoemd tot directrice van de cellulaire gevangenis voor vrouwen in Dordrecht. Toen ze in 1893 met pensioen ging was ze adjunct-directrice (met personele titel van directrice) van de strafgevangenis in Rotterdam.
Van Gogh bleef ongehuwd. Ze overleed in 1903 in Villa Lilly in Scheveningen.

## Over Christina van Gogh
- Michiel van Kempen, Een geschiedenis van de Surinaamse literatuur (diss. UvA), Breda: De Geus, 2003, dl. I, pp. 371, 389-390.

- Digitale Bibliotheek voor de Nederlandse Letteren: gogh007
- International Standard Name Identifier: 0000 0003 9002 6222
- Nederlandse Thesaurus van Auteursnamen: 142802298
- Virtual International Authority File: 283549140
- WorldCat: E39PBJmTkdB6tMmJQtHb7P4g8C